# God of War II
God of War II is een computerspel uit 2007, het vervolg op het zeer succesvolle God of War waarin de Spartaanse veldheer Kratos in naam van de Olympische goden de strijd aangaat met de oorlogsgod Ares.

## Verhaal
Kratos heeft Ares verslagen, vermoord en neemt zijn rol op Olympus over. Eind goed, al goed? Nee. Want Kratos wordt iedere nacht geplaagd door de verschrikkelijke daden uit zijn verleden, onder andere het doden van zijn vrouw en kind in naam van Ares. Kratos vroeg maar één ding van de Goden: Dat deze gruweldaden uit zijn hoofd werden gehaald. De Goden gaven daar niet aan toe.
Kratos besluit zijn eigen gang te gaan en onder zijn aanvoering verovert Sparta stad na stad. In Rhodos gaat het fout, Zeus weet Kratos te misleiden door Kratos te zeggen dat hij om nog sterker te worden zijn goddelijke krachten in de 'Blade of Olympus' moet overbrengen. Nadat Kratos zijn goddelijke krachten verliest, wordt hij door Zeus vermoord. Nog voordat hij in de onderwereld terechtkomt, weet de Titan Gaia hem te redden en Kratos zint op wraak. Daarvoor moet hij naar de Sisters of Fate, en vanuit daar Zeus aanvallen op het moment dat Zeus hem verraadt.

## Hoofdpersonages
KratosKratos, de man die een god werd en die krachten weer net zo snel kwijtraakt. Met de hulp van de Titans moet Kratos een audiëntie zien af te dwingen bij de Sisters of Fate. Niemand heeft ooit zijn of haar lot veranderd, dus het wordt voor Kratos een hels karwei. Als dit lukt, kan Kratos wraak nemen voor het verraad van de Oppergod van Olympus, oftewel Zeus.
GaiaDe Titan Gaia redt Kratos van de onderwereld na het verraad van Zeus. Ze geeft hem advies en stuurt hem aan om zich terug te knokken, desnoods moet Kratos heel Olympus uitdagen. Waarom Gaia zo'n brute moordenaar helpt? De Titans hebben de oorlog eerder al verloren van de Goden en hopen met Kratos een beter lot gezind te zijn. Al is het niet duidelijk of Gaia wel de complete waarheid vertelt.
ZeusDe oppergod van Olympus is eigenlijk bang dat Kratos op den duur zich tegen de Goden zal keren en voordat het zover is, grijpt hij in. Met een misleiding krijgt hij Kratos zover dat hij zijn goddelijke krachten laat absorberen in de Blade of Olympus. Daarna vermoordt hij Kratos, niet wetende dat deze door de Titans geholpen gaat worden en dat Kratos er alles aan zal doen om wraak te nemen.

## Ontvangst
God Of War II kreeg een zeer goede ontvangst. Op IGN kreeg het spel een 9.7; IGN zei dat dit misschien wel het beste actiespel ooit gemaakt is. Op GameSpot kreeg het spel een 9.2. Het spel werd geprezen voor de graphics en de vele boss fights.

## Roman
In 2013 kwam een romanversie uit met de titel God of War II geschreven door Robert E. Vardeman. Het boek was aangekondigd in juli 2009 en was beschikbaar vanaf februari 2013. De verhaallijn van dit boek is gelijk aan dat van het spel. De uitgeverij van het boek is Del Rey Books.

## Trivia
- Het spel is opgenomen in het boek 1001 Video Games You Must Play Before You Die van Tony Mott.